# Projet Kamusi
 (mars 2018).

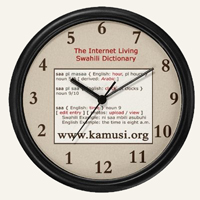
Horloge swahili par Project Kamusi

Le Projet Kamusi est un dictionnaire coopératif en ligne qui a pour but de produire des dictionnaires et d’autres ressources linguistiques dans toutes les langues, et de permettre à chacun d’utiliser ces ressources gratuitement. L’utilisateur peut s’enregistrer et ajouter du contenu. 
« Kamusi » signifie « dictionnaire » en swahili. Ce projet appartient à Kamusi Projet International, basé à Genève.

## Description
Le Projet Kamusi a été créé en 1994 par son directeur actuel, Martin Benjamin, au Conseil des études africaines à l’Université Yale. Au départ, il s’agissait d’un dictionnaire en ligne pour la langue swahilie dont le nom était « Dictionnaire Swahili Vivant de l’Internet (Internet Living Swahili Dictionary) ».
En 2007, le projet s’est distancé de Yale. Depuis 2009, il est dirigé conjointement par le Kamusi Projet International, une association à but non lucratif basée à Genève, et par le Kamusi Projet USA, une organisation 501(c)(3). Depuis 2013 et jusqu’à aujourd’hui, il dispose aussi d’une base académique à l’EPFL, à Lausanne.
Depuis 2010, la programmation et la base de données swahili-anglais ont été étendues pour incorporer d’autres langues. Le Projet Kamusi est dès lors ouvert à tout le monde pour construire des dictionnaires interconnectés dans toutes les langues existantes. Ce projet a été mis hors ligne pour un depuis mi-2015, car son serveur informatique n’arrivait plus à gérer le chargement des données à cause de l’expansion rapide de sa base de données linguistiques. Après la reprogrammation, le serveur informatique a été restauré et ouvert à nouveau à de nombreuses nouvelles langues en 2016. Néanmoins, en raison du manque de fonds, la conversion de données swahilies originales au nouveau système est encore en attente. 
Kamusi a été reconnu par l’administration Obama comme un partenaire de lancement pour l’Initiative « Big Data » de la Maison Blanche en 2013. 
En 2017, le projet étend une branche de développement technique expérimental « Kamusi Labs », qui se développe grâce à des projets de stages bénévoles avec des étudiants universitaires du monde entier.
En 2017, le Projet Kamusi a traité plus de 60 000 entrées entre le swahili et l’anglais, via une application mobile appelée « English Swahili Dictionary Fr ». Il a également connecté des données conceptuelles contenant 1 769 137 termes de 43 langues. En dehors du site officiel (kamusi.org), ces données qui comprennent 1 806 dictionnaires bilingues sont accessibles gratuitement pour tout le monde via « Kamusi Here! », une application sur Android et iPhone, ou via « KamusiBot » sur Facebook, ou encore via « EmojiWorldBot » sur Telegram. La base de données comprend les langues suivantes : Arabe, Assamais, Basque, Bengali, Bodo, Bulgare, Catalan, Croate, Tchèque, Danois, Néerlandais, Anglais, Galicien, Grec, Gujarati, Hindi, Irlandais, Italien, Kannada, Kashmiri, Konkani, Malayalam, Chinois Mandarin, Meitei, Marathi, Népalais, Oriya, Persan, Portugais, Punjabi, Roumain, Russe, Sanskrit, Sotho du nord, Slovaque, Espagnol, Tamoul, Telugu, Tswana, Urdu, Venda, Xhosa et Zoulou.